# خافيير روجاس ألفاريز
خافيير روجاس ألفاريز (بالإسبانية: Javier Rojas) هو لاعب اتحاد الرغبي أرجنتيني، ولد في 15 أبريل 1991 في توكومان في الأرجنتين.

## وصلات خارجية
- خافيير روجاس ألفاريز على موقع سلسلة سباعيات الرغبي العالمية - رجال (الإنجليزية)
- خافيير روجاس ألفاريز عل موقع إسبنسكروم (الإنجليزية)
- خافيير روجاس ألفاريز على موقع ItsRugby.co.uk (الإنجليزية)
- خافيير روجاس ألفاريز على موقع اللجنة الأولمبية الدولية (الإنجليزية)
- خافيير روجاس ألفاريز على موقع أوليمبيديا (الإنجليزية)
- خافيير روجاس ألفاريز على موقع اللجنة الأولمبية الأرجنتينية (الإسبانية)